# Die Ahnen der Saurier
Die Ahnen der Saurier (Originaltitel: Walking with Monsters) ist eine von der BBC produzierte Dokumentation aus dem Jahr 2005, die sich mit der Flora und Fauna vor 530 bis 248 Millionen Jahren im Paläozoikum beschäftigt. Sie ist der letzte Teil einer Trilogie der BBC, zu der außerdem Dinosaurier – Im Reich der Giganten und Die Erben der Saurier gehören. Die deutschsprachige Fassung wird von Otto Clemens gesprochen.

## Handlung
Die Ahnen der Saurier beschreibt auf Grundlage wissenschaftlicher Erkenntnisse das Leben auf der Erde im Paläozoikum. Die verschiedenen Erdzeitalter werden nacheinander mit ihren Tieren und Pflanzen vorgestellt.

### Kambrium
Die Handlung beginnt im Kambrium mit der Vorstellung der klimatischen Bedingungen und dem Sauerstoffgehalt der Luft. Leben gibt es lediglich im Meer. Anomalocaris wird als erster großer Räuber präsentiert. Sein Vorteil gegenüber anderen Raubtieren sind seine Augen. Er macht Jagd auf Trilobiten der Gattung Redlichiida. Während eines Kampfes mit einem zweiten Anomalocaris birst der Außenpanzer eines der Tiere. Die ungeschützte Wunde wird nun von einer Gruppe Haikouichthys, früher Vertreter der Fische, attackiert.
- Anomalocaris
- Redlichiida
- Haikouichthys

### Silur
Die dominante Lebensform im Silur sind die Gliederfüßer. Einige Brontoscorpio machen Jagd auf einen Schwarm Cephalaspis, einen primitiven Fisch. Diesem wird durch seine Fähigkeit eines ausgeprägten Tastsinns ein Vorteil zugesprochen und er kann seinem Angreifer entkommen. Der wiederum wird von dem größeren Pterygotus getötet. Die Cephalaspis steuern für ihre Eiablage Richtung Festland. Sie wollen ihren Laich in ruhige Binnengewässer ablegen. Allerdings können die Brontoscorpio dank primitiver Lungen auch an Land leben, sodass ihnen viele Fische auf dem Weg zum Opfer fallen. Ebenfalls wird der Nachteil eines Außenskeletts an einer langen und mühevollen Häutung aufgezeigt.
- Cephalaspis
- Brontoscorpio
- Pterygotus
- Cameroceras

### Devon
Im Devon sind die Fische die vorherrschende Lebensform. Primitive Amphibien wie der Hynerpeton haben allerdings bereits das Land erobert. Zu Fortplanzungszwecken, zur Nahrungssuche und aufgrund ihrer dünnen Haut, die sehr schnell austrocknet, müssen sie allerdings regelmäßig ins Wasser zurückkehren und können sich nicht weit davon entfernen. Wegen des geringen Sauerstoffanteils der Luft bringen die landlebenden Gliederfüßer (z. B. Skorpione) nur kleine Exemplare hervor, die für die Amphibien eine der wenigen Nahrungsquellen an Land darstellen. Im Wasser leben Haie wie der Stethacanthus oder große Raubfische wie der Hyneria.
Ein Hynerpeton entkommt diesen Fressfeinden nur, da er sich auf Land retten kann. Im Anschluss muss das Männchen sein Revier gegen einen Konkurrenten verteidigen. Es gelingt ihm, ein Weibchen anzulocken. Während der Paarung werden sie jedoch von einem Hyneria angegriffen, der wie ein Quastenflosser an Land robbt und das Männchen frisst.
- Hynerpeton
- Stethacanthus
- Hyneria

### Karbon
Durch den hohen Sauerstoffanteil der Luft können die Gliederfüßer im Karbon wieder große Exemplare wie die Gliederspinne Palaeothele montceauensis oder die Riesenlibelle Meganeura hervorbringen. Auch die Amphibien erreichen in Form des Proterogyrinus ihre Blütezeit. Einer dieser Amphibien gelingt es, den gigantischen Hundertfüßer Arthropleura zu erlegen. Das primitive Reptil Petrolacosaurus ist den anderen Tieren aufgrund seiner geringen Größe unterlegen, hat aber fortschrittliche Lungen und ein leistungsfähigeres Herz.
- Petrolacosaurus
- Palaeothele montceauensis
- Meganeura
- Proterogyrinus
- Arthropleura

### Unterperm
Mit dem Unterperm beginnt die Zeit der Therapsiden. Im Mittelpunkt dieser Episode stehen ein weibliches Dimetrodon und das Brutverhalten von Reptilien. Als Beute für das fleischfressende Dimetrodon dienen die Edaphosaurier. Die Amphibien werden durch die reptiliomorphen Seymouria repräsentiert. Das Dimetrodon muss sein Nest gegen Artgenossen verteidigen, dafür verzichtet sie während der Brutzeit auf Nahrungssuche. Sobald die Jungtiere schlüpfen, enden alle mütterlichen Instinkte und sie verlässt das Nest. Instinktiv suchen die Jungtiere Schutz auf den Bäumen.
- Dimetrodon
- Edaphosaurus
- Seymouria

### Oberperm
Im Oberperm ist der Superkontinent Pangaea wegen hoher Vulkanaktivität mit Wüsten übersät. Dominantes Raubtier dieser Epoche ist der Gorgonopsid Inostrancevia. Ein ausgewachsenes Weibchen macht erst Jagd auf einen alten Scutosaurus, um anschließend die Bewohner eines austrocknenden Sees zu terrorisieren. Die Diictodons, kleine, allesfressende Verwandte der Säugetiere sind allerdings durch ihre unterirdische Lebensweise in Erdhöhlen geschützt. Schlechter sieht es für den Labyrinthodontia Rhinesuchus aus: dieser ist als Amphibie auf das Wasser angewiesen. Als eine Scutosaurier-Herde an den See kommt, trinken sie diesen innerhalb weniger Tage leer. Bis auf die Diictodon verdursten alle Tiere.
- Inostrancevia
- Scutosaurus
- Diictodon
- Labyrinthodon (Rhinesuchus)

### Untertrias
Die letzte Episode begleitet in der Untertrias eine Herde Lystrosaurus auf ihrem Weg zu den Brutplätzen. Um diese zu erreichen, müssen sie von einem Plateau absteigen. In der Nacht werden sie von Euchambersia angegriffen. Diese Tiere werden als Lauerjäger gezeigt, die ihre Opfer durch einen gezielten Giftbiss töten. Als Nächstes muss die Lystrosaurus-Herde einen Fluss durchqueren. In diesem leben Proterosuchus, Verwandte der heutigen Krokodile, die einige Lystrosaurier töten. Der Großteil der Herde kommt aber an ihrem Ziel an. Euparkeria wird als Vorfahre der Dinosaurier betitelt. Um dies symbolisch darzustellen, entwickelt sich ein Euparkeria während einer Konfrontation mit einem Proterosuchus in einen Allosauroidea. Anschließend endet die Episode mit Szenen aus Dinosaurier – Im Reich der Giganten und Die Geschichte von Big Al und dem Abspann, in dem Coelophysis, Thrinaxodon, Allosaurus, Brachiosaurus, Diplodocus, Stegosaurus, Apatosaurus und Anurognathus gezeigt werden.
- Lystrosaurus
- Euchambersia
- Proterosuchus
- Euparkeria

## Hintergrundinformationen und Produktion
Die Ahnen der Saurier kostete etwa drei Millionen Pfund. Bei der Produktion wurden reale Lebensräume ohne Tiere gefilmt. Am Computer wurden dann später die 3D-animierten Tiere in die Umwelt eingefügt.

## Auszeichnungen
- Primetime Emmy Award Outstanding Animated Program (For Programming One Hour or More) 2006